# BepiColombo
A BepiColombo az Európai Űrügynökség (ESA) és a Japán Űrügynökség (JAXA) közös projektje, egyben első programjuk a Merkúr kutatására. Ez a projekt a Horizon 2000 egyik alapküldetése. A program keretében az ESA és Japán is egy Merkúr-szonda megépítésével vesz részt, amit közös platform segítségével juttatnak el a bolygóra. A programot dr. Giuseppe "Bepi" Colombo olasz asztrofizikusról nevezték el.

## Az űreszköz részei
A program keretében két űrszondát indítanak, amelyek közül a Mercury Planetary Orbitert az ESA, a Mercury Magnetospheric Orbitert pedig a JAXA készíti el. A két szonda egy közös platformon, a Mercury Transfer Module-on utazik, amelyre ionhajtóműveket szerelnek.
Az európai szonda (MPO) a felszínhez közel repül majd, és igyekszik felmérni annak összetételét.
A japán szonda (MMO) társánál magasabb pályára áll, és a bolygó mágneses terét, illetve ritka légkörét vizsgálja majd.
Összehasonlító táblázat az egyéb paraméterekről:
|                       | Mercury Planetary Orbiter (MPO) | Mercury Magnetospheric Orbiter (MMO) |
| --------------------- | ------------------------------- | ------------------------------------ |
| Tömeg                 | 520 kg                          | 250 kg                               |
| Teljesítmény          | 600 W                           | 325 W                                |
| Adatátviteli sebesség | 50 kbit/s                       | 5 kbit/s                             |
| Meghajtás             | ion meghajtás                   | ion meghajtás                        |
| Stabilizáció          | 3 tengelyes                     | 15 1/min (forgás stabilizált)        |

Eredetileg egy leszállóegységet is terveztek (Mercury Surface Element - MSE) , de pénzhiány miatt törölték.[forrás?]

## A küldetés időzítése
A két szonda indítását eredetileg 2016 júliusára tervezték Ariane–5 rakétával a Francia Guyana-i Kourouban található Guyana Űrközpontból. Egyes alkatrészeket azonban nem sikerült időre legyártani, így az indítás tervezett időpontja 2017-re került át.
Végül a BepiColombo egy Ariane-5 hordozórakétával 2018. október 20-án, magyar idő szerint 3:45-kor startolt a Kourou űrközpontból. 2024 szeptember 4-én az űreszköz végrehajtotta negyedik, utolsó előtti Merkúr melletti elrepülését végleges pályára állása előtt.
A csúszás nem befolyásolja a Merkúrhoz való megérkezés tervezett időpontját, ami 2026. A szondák ekkor a terv szerint leválnak a közös platformról, egymástól függetlenül pályára állnak a Merkúr körül és elkezdik a bolygó tanulmányozását. Az ügynökségek tervei szerint a két űrszonda legalább egy éven át működőképes marad majd.